# Harmony Link

Pierwotnie projektowana trasa połączenia

Harmony Link – planowane lądowe połączenie energetyczne między Litwą a Polską o napięciu 220kV. Nowe połączenie będzie uzupełnieniem istniejącego LitPol Link i zwiększy przepustowość pomiędzy bałtyckimi sieciami elektroenergetycznymi a sieciami zachodniej części Europy. Przewidywany koszt projektu wynosi 923 mln euro, a jego ukończenie planowane jest na rok 2030.

## Historia
Pierwotnie Harmony Link miał połączyć Żarnowiec w województwie pomorskim w Polsce z Dorbianami w rejonie kretyngańskim na Litwie. Kluczowym elementem interkonektora był kabel wysokiego napięcia prądu stałego (HVDC) o mocy 700 MW. Długość połączenia energetycznego miała wynosić ok. 330 km, z czego ok. 290 km stanowić miała część morska.
W maju 2020 litewski operator sieci elektroenergetycznej Litgrid oraz polski operator sieci elektroenergetycznej PSE podpisali umowę mającą na celu rozpoczęcie prac projektowych. Projektowi nadano oficjalną nazwę Harmony Link W czerwcu 2023 roku rozpoczęto prace budowlane na stacji przesyłowej Darbėnai.
W kwietniu 2023 PSE i Litgrid anulowały trwające przetargi na budowę Harmony Link w dotychczasowym wariancie ze względu na znaczący wzrost kosztów i zwiększone zagrożenie bezpieczeństwa projektu ze względu na powtarzające się ostatnio uszkodzenia podmorskiej infrastruktury na Bałtyku.
Początkowo rozważano poprowadzenie połączenia wzdłuż infrastruktury kolejowej Rail Baltica, jednak później zmieniono koncepcję na prowadzenie połączenia wzdłuż trasy Via Baltica.
W ramach projektu Harmony Link powstanie dwutorowa linia prądu przemiennego o napięciu 220kV pomiędzy Ełkiem w Polsce a Giże na Litwie. Zmodernizowana zostanie również istniejąca po stronie polskiej linia 220kV Ostrołęka–Ełk.